# 100 mètres papillon féminin aux championnats du monde de natation 2023
Cet article traite de l'épreuve féminine. Pour la compétition masculine, voir 100 mètres papillon masculin aux championnats du monde de natation 2023.
Le 100 mètres papillon féminin est une épreuve de natation sportive des championnats du monde de natation 2023. Elle a lieu les 23 et 24 juillet 2023 à Fukuoka au Japon.

## Records
Avant cette compétition, les records dans cette discipline étaient :
| Record du monde       | 55 s 48 | Sarah Sjöström | 7 août 2016     | Rio de Janeiro, Brésil |
| Record du championnat | 55 s 53 | Sarah Sjöström | 24 juillet 2017 | Budapest, Hongrie      |

## Résultats détaillés
Les 16 meilleurs temps se qualifient pour les demi-finales (Q), puis les 8 meilleurs demi-finalistes passent en finale (F).

### Séries
| Rang | Série | Ligne | Nageuse               | Pays | Temps         | Commentaire        |
| ---- | ----- | ----- | --------------------- | --- | ------------- | ------------------ |
| 1    | 3     | 5     | Zhang Yufei           | Chine | 56 s 89       | Q                  |
| 2    | 4     | 5     | Emma McKeon           | Australie | 57 s 05       | Q                  |
| 3    | 5     | 6     | Angelina Köhler       | Allemagne | 57 s 23       | Q                  |
| 4    | 5     | 3     | Louise Hansson        | Suède | 57 s 49       | Q                  |
| 5    | 5     | 5     | Margaret MacNeil      | Canada | 57 s 56       | Q                  |
| 6    | 5     | 4     | Torri Huske           | États-Unis | 57 s 66       | Q                  |
| 7    | 3     | 3     | Wang Yichun           | Chine | 57 s 72       | Q                  |
| 8    | 3     | 4     | Gretchen Walsh        | États-Unis | 57 s 74       | Q                  |
| 9    | 4     | 3     | Brianna Throssell     | Australie | 57 s 94       | Q                  |
| 10   | 4     | 6     | Lana Pudar            | Bosnie-Herzégovine | 57 s 95       | Q                  |
| 11   | 4     | 4     | Marie Wattel          | France | 58 s 02       | Q                  |
| 12   | 4     | 7     | Ánna Dountounáki      | Grèce | 58 s 12       | Q                  |
| 13   | 3     | 6     | Ai Soma               | Japon | 58 s 17       | Q                  |
| 14   | 3     | 0     | Amina Kajtaz          | Croatie | 58 s 50       | Q, Record national |
| 15   | 4     | 8     | Helena Rosendahl Bach | Danemark | 58 s 55       | Q                  |
| 16   | 3     | 2     | Katerine Savard       | Canada | 58 s 56       | Q                  |
| 17   | 4     | 2     | Rikako Ikee           | Japon | 58 s 61       |                    |
| 18   | 4     | 1     | Ilaria Bianchi        | Italie | 58 s 62       |                    |
| 19   | 5     | 2     | Farida Osman          | Égypte | 59 s 09       |                    |
| 20   | 5     | 1     | Keanna Macinnes       | Grande-Bretagne | 59 s 30       |                    |
| 21   | 3     | 1     | Paulina Peda          | Pologne | 59 s 34       |                    |
| 22   | 5     | 0     | Barbora Seemanová     | Tchéquie | 59 s 36       |                    |
| 23   | 5     | 7     | Giovanna Diamante     | Brésil | 59 s 39       |                    |
| 24   | 3     | 7     | Ellen Walshe          | Irlande | 59 s 44       |                    |
| 25   | 3     | 8     | Quah Jing Wen         | Singapour | 59 s 60       |                    |
| 26   | 5     | 8     | Hazel Ouwehand        | Nouvelle-Zélande | 59 s 81       |                    |
| 27   | 4     | 0     | Paula Juste           | Espagne | 59 s 94       |                    |
| 28   | 3     | 9     | Park Su-jin           | Corée du Sud | 1 min 0 s 20  |                    |
| 29   | 2     | 3     | Trinity Hearne        | Afrique du Sud | 1 min 0 s 27  |                    |
| 30   | 4     | 9     | Zsuzsanna Jakabos     | Hongrie | 1 min 0 s 51  |                    |
| 31   | 2     | 5     | Laura Lahtinen        | Finlande | 1 min 0 s 56  |                    |
| 32   | 5     | 9     | Athena Meneses        | Mexique | 1 min 0 s 95  |                    |
| 33   | 2     | 4     | Luana Alonso          | Paraguay | 1 min 1 s 16  |                    |
| 34   | 2     | 2     | Olivia Borg           | Samoa | 1 min 1 s 80  | Record national    |
| 35   | 2     | 6     | Jasmine Alkhaldi      | SMFWorld Aquatics : Suspended Member Federation (Membre d'une fédération suspendue) Membre d'une fédération suspendue | 1 min 1 s 94  |                    |
| 36   | 2     | 1     | Sabrina Lyn           | Jamaïque | 1 min 2 s 13  |                    |
| 37   | 1     | 4     | Varsenik Manucharyan  | Arménie | 1 min 2 s 41  | Record national    |
| 38   | 1     | 5     | María Schutzmeier     | Nicaragua | 1 min 2 s 56  |                    |
| 39   | 2     | 9     | Isabella Alas         | Salvador | 1 min 2 s 85  |                    |
| 40   | 2     | 7     | Oumy Diop             | Sénégal | 1 min 3 s 14  |                    |
| 41   | 1     | 8     | Felicity Passon       | Seychelles | 1 min 3 s 15  |                    |
| 42   | 2     | 8     | Emily Siobhan Muteti  | SMFWorld Aquatics : Suspended Member Federation (Membre d'une fédération suspendue) Membre d'une fédération suspendue | 1 min 3 s 17  |                    |
| 43   | 2     | 0     | Julimar Ávila         | Honduras | 1 min 3 s 52  |                    |
| 44   | 1     | 3     | Lia Ana Lima          | Angola | 1 min 4 s 88  |                    |
| 45   | 1     | 6     | Adriana Giles         | Bolivie | 1 min 5 s 70  |                    |
| 46   | 1     | 7     | Hayley Hoy            | Eswatini | 1 min 9 s 14  |                    |
| 47   | 1     | 2     | Hayley Wong           | Brunei | 1 min 9 s 52  |                    |
| 48   | 1     | 1     | Tara Naluwoza         | Ouganda | 1 min 9 s 69  |                    |
| 49   | 1     | 0     | Alyse Maniriho        | Burundi | 1 min 29 s 91 |                    |

### Demi-finales
| Rang | Série | Ligne | Nageuse               | Pays               | Temps   | Commentaire     |
| ---- | ----- | ----- | --------------------- | ------------------ | ------- | --------------- |
| 1    | 2     | 4     | Zhang Yufei           | Chine              | 56 s 40 | F               |
| 2    | 1     | 3     | Torri Huske           | États-Unis         | 56 s 76 | F               |
| 3    | 2     | 3     | Margaret MacNeil      | Canada             | 56 s 78 | F               |
| 4    | 1     | 4     | Emma McKeon           | Australie          | 56 s 89 | F               |
| 5    | 2     | 5     | Angelina Köhler       | Allemagne          | 57 s 05 | F               |
| 6    | 1     | 6     | Gretchen Walsh        | États-Unis         | 57 s 14 | F               |
| 6    | 2     | 2     | Brianna Throssell     | Australie          | 57 s 14 | F               |
| 8    | 2     | 7     | Marie Wattel          | France             | 57 s 17 | F               |
| 9    | 1     | 5     | Louise Hansson        | Suède              | 57 s 29 |                 |
| 10   | 1     | 2     | Lana Pudar            | Bosnie-Herzégovine | 57 s 34 |                 |
| 11   | 2     | 6     | Wang Yichun           | Chine              | 57 s 74 |                 |
| 12   | 1     | 7     | Ánna Dountounáki      | Grèce              | 57 s 97 |                 |
| 13   | 1     | 8     | Katerine Savard       | Canada             | 58 s 18 |                 |
| 14   | 2     | 1     | Ai Soma               | Japon              | 58 s 27 |                 |
| 15   | 1     | 1     | Amina Kajtaz          | Croatie            | 58 s 49 | Record national |
| 16   | 2     | 8     | Helena Rosendahl Bach | Danemark           | 58 s 54 |                 |

### Finale
| Rang               | Ligne | Nageuse           | Pays       | Temps   |
| ------------------ | ----- | ----------------- | ---------- | ------- |
| Médaille d'or      | 4     | Zhang Yufei       | Chine      | 56 s 12 |
| Médaille d'argent  | 3     | Margaret MacNeil  | Canada     | 56 s 45 |
| Médaille de bronze | 5     | Torri Huske       | États-Unis | 56 s 61 |
| 4                  | 6     | Emma McKeon       | Australie  | 56 s 88 |
| 5                  | 2     | Angelina Kohler   | Allemagne  | 57 s 05 |
| 6                  | 8     | Marie Wattel      | France     | 57 s 13 |
| 7                  | 1     | Brianna Throssell | Australie  | 57 s 34 |
| 8                  | 7     | Gretchen Walsh    | États-Unis | 57 s 58 |